# Charles & Eddie
Charles & Eddie foi uma dupla de soul music dos Estados Unidos. Tinha como integrantes os cantores Eddie Chacon e Charles Pettigrew. Seu trabalho mais notável foi a música "Would I Lie to You?", considerado um dos maiores hits dos anos 90, canção que rendeu à dupla o primeiro lugar na parada britânica e o 13º lugar nos Estados Unidos. Entre 1992 e 1995 figuraram 3 vezes entre os 40 artistas mais tocados no Reino Unido.

## Carreira
Charles Pettigrew e Eddie Chacon se conheceram numa estação de metrô em Nova Iorque, em 1990. Segundo Chacon (que possui origem hispânica), um deles carregava uma cópia do álbum Trouble Man, de Marvin Gaye.
Chacon cresceu nas cidades de Hayward e Castro Valley, ambas na Califórnia, onde ele iniciou sua primeira banda aos 12 anos com os amigos de bairro Cliff Burton (Metallica) e Mike Bordin (Faith No More). Mais tarde se mudou para Los Angeles e mais tarde, Miami, Londres e Copenhague, onde focou sua carreira mais em composições e produção. Ele escreveu várias canções de sucesso, principalmente na Europa. O primeiro trabalho da dupla, Duophonic, foi lançado em 1992 e incluiu as faixas Would I Lie to You? (que fez parte da trilha sonora internacional da novela Deus Nos Acuda, da TV Globo) "N.Y.C." e "House Is Not a Home", sendo influenciado pela soul music clássica. Eles ainda lançaram um segundo disco, intitulado Chocolate Milk, em 1995, teve como principal faixa Wounded Bird, incluída na trilha sonora do filme Amor à Queima-Roupa. A dupla se separou de forma amigável em 1997, e Chacon trabalhou como fotógrafo e diretor de criação até 2020, quando reativou a carreira musical.
Pettigrew, criado na Filadélfia, passou a estudar jazz vocal no Berklee College of Music em Boston, integrando o grupo Down Avenue antes de se juntar a Chacon. Em 6 de abril de 2001, aps 37 anos de idade, Charles Pettigrew veio a falecer devido a um câncer descoberto no final da década de 1990.

## Discografia

### Álbuns
- 1992: Duophonic UK #19, US #153
- 1993: True Romance soundtrack (Wounded Bird)
- 1993:  Adams Family Values soundtrack (Supernatural Thing)
- 1993:  Super Mario Bros. soundtrack (Stop the world)
- 1995: Chocolate Milk

### Singles
- 1992: "Would I Lie to You?" UK #1, US #13
- 1993: "N.Y.C. (Can You Believe This City)" UK #33
- 1993: "House Is Not a Home" UK #29
- 1995: "24-7-365" UK #38
- 1995: "Jealousy"

### Outros
- 2005:  "Would I Lie To You" (remix) (ou Musikk feat. Eddie Chacon) - a #1 hit na Europa